# Dompierre-sur-Mer
Dompierre-sur-Mer és un municipi francès, situat al departament del Charente Marítim i a la regió de la Nova Aquitània. L'any 2018 tenia 5560 habitants.

## Demografia
El 2007 tenia 5.277 habitants i hi havia 2.102 famílies de les quals 452 eren unipersonals. Hi havia 2.264 habitatges, 2.145 eren l'habitatge principal, 37 eren segones residències i 82 estaven desocupats.

## Economia
El 2007 la població en edat de treballar era de 3.428 persones, de les quals 2.495 eren actives. L'any 2000 hi havia 21 explotacions agrícoles que conreaven un total de 1.339 hectàrees. Hi havia dues farmàcies. El 2009 hi havia una escola maternal, tres escoles elementals i un col·legi d'educació secundària.